# Kaligubuk
Kaligubuk is een bestuurslaag in het regentschap Kebumen van de provincie Midden-Java, Indonesië. Kaligubuk telt 1043 inwoners (volkstelling 2010).